# Crossocerus distinguendus
Crossocerus distinguendus ist ein Hautflügler aus der Familie der Crabronidae.

## Merkmale
Die Tiere erreichen eine Körperlänge von 5 bis 6,5 Millimetern (Weibchen) bzw. 4 bis 5,5 Millimetern (Männchen). Ihr Körper ist schwarz gefärbt. Das Weibchen besitzt eine schwache Punktierung an der Stirn. Das Männchen besitzt auf den Femora des mittleren Beinpaars eine dichte, kurze Behaarung. Die Art ist schwer zu bestimmen und kann leicht mit Weibchen von Crossocerus elongatulus verwechselt werden. 

## Vorkommen
Die Art kommt in Europa bis nach Japan vor. Sie besiedelt verschiedene Lebensräume bis in eine Höhe von 800 Metern. Die Tiere fliegen von Juni bis September. Die Art kommt in Mitteleuropa häufig vor.

## Lebensweise
Die Weibchen von Crossocerus distinguendus legen ihre Nester im Boden, aber auch in Mauerritzen und Totholz an. Die Brut wird mit Fliegen versorgt.